# バーミンガム公共図書館
バーミンガム公共図書館（バーミンガムこうきょうとしょかん、英語：Library of Birmingham）は、イギリスのバーミンガムに位置する公共図書館である。2013年9月3日に開館し、総面積35,000平方メートル、イギリスでもヨーロッパでも最大の公立図書館である。
オランダの建築事務所メカノー・アーキテクツ（英語：Mecanoo Architects）とエンジニアリング・コンサルティング会社ビューロー・ハッポルド（英語：Buro Happold）によって設計され、建築費は約1億8,800万ポンド。
蔵書は約100万冊、うちの40万冊が一般来場者に公開され、前身となるバーミンガム中央図書館からの資料の搬送された。
開館の当日、パキスタンで女性が教育を受ける権利を主張し、イスラム武装勢力に銃撃されたマララ・ユスフザイが招かれ、開館式に出席し、女性に対する教育の重要性を訴えた。